# Peć (region)
Peć – region w Kosowie, utworzony w 1999 roku przez administrację ONZ (UNMIK).
Region jest podzielony na 5 gmin:
- Komuna e Deçanit / Opština Dečani
- Komuna e Gjakovës / Opština Đakovica
- Komuna e Istogut / Opština Istok
- Komuna e Klinës / Opština Klina
- Komuna e Pejës / Opština Peć

Siedzibą regionu jest miasto Peć.